# 古川武弘
古川 武弘（ふるかわ たけひろ、（1942年（昭和17年）2月10日 - ）は、日本の銀行家。阿波銀行代表取締役会長。徳島県那賀郡那賀町海川出身。中央大学法学部卒業。

## 経歴
- 1964年3月 - 中央大学法学部を卒業。
- 1964年4月 - 阿波銀行に入社。
- 1986年2月 - 阿波銀行西大阪支店長に就任。
- 1988年1月 - 阿波銀行人事部長に就任。
- 1989年6月 - 阿波銀行取締役人事部長に就任。
- 1990年1月 - 阿波銀行取締役総合企画部長に就任。
- 1993年6月 - 阿波銀行常務取締役総合企画部長に就任。
- 1994年1月 - 阿波銀行常務取締役に就任。
- 1995年6月 - 阿波銀行専務取締役（代表取締役）に就任。
- 1998年6月 - 阿波銀行取締役頭取（代表取締役）に就任。
- 2008年5月 - 徳島経済同友会代表幹事に就任。
- 2008年6月 - 取締役会長（代表取締役）に就任。